# Estratificació de l'aigua
L'estratificació de l'aigua ocorre quan masses d'aigua amb propietats diferents -salinitat (haloclina), oxigenació (quimioclina), densitat (picnoclina), temperatura (termoclina)- formen capes que actuen com barreres al mesclat de l'aigua. Aquestes capes normalment es disposen d'acord amb la densitat, amb les masses d'aigua menys denses situades per sobre de les capes més denses.

La circulació termoclina, en masses estratificades horitzontalment, es presenta en els oceans

L'estratificació de l'aigua també crea barreres per al mesclat dels nutrients entre les capes. Això pot afectar la producció primària en una zona per la limitació del procés fotosintètic. Quan els nutrients del bentos no poden desplaçar-se a la zona fòtica, el fitoplàncton pot quedar limitat per la disposició dels nutrients. Una producció primària més baixa també porta a una menor productivitat neta en les aigües.

## Altres factors
La turbulència pot trencar l'estratificació que crea capes mixtes d'aigua. Les formes de turbulència poden ser per la fricció del vent, la surgència i el seu fenomen oposat (downwelling).
Marshall et al. (2002) van suggerir que la baroclinitat podia ser un factor important per a mantenir-ne l'estratificació.